# Prosoplus pilosus
Prosoplus pilosus là một loài bọ cánh cứng trong họ Cerambycidae.